# Варвара (Бургасская область)
Варвара (болг. Варвара) — село в Болгарии. Расположен на побережье Чёрного моря. Находится в Бургасской области, входит в общину Царево. Население составляет 299 человек.

## Политическая ситуация
Варвара подчиняется непосредственно общине и не имеет своего кмета.
Кмет (мэр) Георги Лапчев (Граждане за европейское развитие Болгарии, ГЕРБ) по результатам выборов.